# Internationale Filmfestspiele Berlin 1962
Die Internationalen Filmfestspiele Berlin 1962 fanden vom 22. Juni bis zum 3. Juli 1962 statt.
Die erste Berlinale in einer geteilten Stadt. Kurz nach der Berlinale 1961 errichtete am 13. August 1961 die DDR die Berliner Mauer, was zu Überlegungen führte, die Berlinale für 1962 abzusagen. Die Vorbereitungen liefen dennoch weiter und am 22. Juni eröffnete Bürgermeister Franz Amrehn in Vertretung des Regierenden Bürgermeisters Willy Brandt das Festival. Das Festival war dann jedoch weit weniger politisch, als die reale Situation der Stadt. Die Kritiker bemängelten die Qualität der Filme, die Organisatoren das fehlende Geld, ein besseres Festival zu organisieren. Der Kabarettist Wolfgang Neuss lieferte die Gegenveranstaltung zur Berlinale in einem Kino am Kurfürstendamm und zeigte seinen Film Genosse Münchhausen. Neuss kommentierte die Qualität des Festivals von 1962 wie folgt: „Sagt man mir doch nach, ich würde die Filmfestspiele unterwandern. Na, ich bitte Sie, das Niveau ist doch so niedrig, da kommt man doch gar nicht mehr drunter.“
Rettung für die künstlerische Qualität der Berlinale der Zukunft war jedoch in Sicht. Ein Zeichen kam aus der westdeutschen Provinz: bei den Oberhausener Kurzfilmtagen unterschrieben am 28. Februar 1962 26 deutsche Autorenfilmer das Oberhausener Manifest. Der Tag gilt als Geburtsstunde des Neuen Deutschen Films.

## Wettbewerb
Folgende Filme waren in diesem Jahr im offiziellen Wettbewerb zu sehen:
| Filmtitel                           | Regisseur | Produktionsland                                | Darsteller (Auswahl)                                                                            |
| Los Atracadores                     | Francisco Rovira Beleta                                                                                              | Spanien                                        | Pierre Brice                                                                                    |
| Bis zum letzten Tag                 | Sang-ok Shin | Südkorea                                       |                                                                                                 |
| Os Cafajestes                       | Ruy Guerra | Brasilien                                      |                                                                                                 |
| Duellen                             | Knud Leif Thomse | Dänemark                                       |                                                                                                 |
| Galapagos – Trauminsel im Pazifik   | Heinz Sielmann | Deutschland                                    | Dokumentarfilm                                                                                  |
| Gebt mir zehn verzweifelte Menschen | Pierre Zimmer | Israel, Frankreich                             | Pascale Audret                                                                                  |
| Die Hände                           | John G. Contes | Griechenland                                   |                                                                                                 |
| Der Herbst der Familie Kohayagawa   | Yasujiro Ozu | Japan                                          | Ganjirō Nakamura                                                                                |
| Hum Dono                            | Amarjeet | Indien                                         | Dev Anand                                                                                       |
| Jede Stunde fährt ein Zug           | André Cavens | Belgien                                        |                                                                                                 |
| Der Korporal in der Schlinge        | Jean Renoir | Frankreich                                     | Jean-Pierre Cassel, Claude Brasseur                                                             |
| Liebe mit zwanzig                   | Shintarô Ishihara, Marcel Ophüls, Roberto Rossellini, François Truffaut, Andrzej Wajda (Episodenfilm in fünf Teilen) | Frankreich, Italien, Deutschland, Polen, Japan | Jean-Pierre Léaud, Marie-France Pisier, Barbara Kwiatkowska, Zbigniew Cybulski, Vera Tschechowa |
| Meine dreizehnte Frau               | Fatin Abdel Wahab | Ägypten                                        |                                                                                                 |
| Mitasareta seikatsu                 | Susumu Hani | Japan                                          |                                                                                                 |
| Mr. Hobbs macht Ferien              | Henry Koster | USA                                            | James Stewart, Maureen O’Hara                                                                   |
| No Exit                             | Tad Danielewski | USA, Argentinien                               | Rita Gam, Viveca Lindfors                                                                       |
| Die Nonne und die Sünderin          | Daniel Tinayre | Argentinien, Mexiko                            |                                                                                                 |
| Nur ein Hauch Glückseligkeit        | John Schlesinger | Großbritannien                                 | Alan Bates                                                                                      |
| Out of the Tiger’s Mouth            | Tim Whelan, Jr. | USA                                            |                                                                                                 |
| Pikku Pietarin piha                 | Jack Witikka | Finnland                                       |                                                                                                 |
| Die Puppe                           | Jacques Baratier | Italien, Frankreich                            | Zbigniew Cybulski                                                                               |
| Die Rote                            | Helmut Käutner | Deutschland, Italien                           | Ruth Leuwerik, Harry Meyen, Gert Fröbe                                                          |
| Die schöne Ippolita                 | Giancarlo Zagni | Italien, Frankreich                            | Gina Lollobrigida, Milva                                                                        |
| Die Steppe                          | Alberto Lattuada | Italien, Frankreich, Jugoslawien               | Charles Vanel                                                                                   |
| Südsturm                            | Sofia Waldi | Indonesien                                     |                                                                                                 |
| El Tejedor de milagros              | Francisco del Villar                                                                                                 | Mexiko                                         |                                                                                                 |
| Tonny                               | Nils R. Müller | Norwegen                                       | Liv Ullmann                                                                                     |
| Wer erschoss Salvatore G.?          | Francesco Rosi | Italien                                        |                                                                                                 |
| Wie in einem Spiegel                | Ingmar Bergman | Schweden                                       | Harriet Andersson, Gunnar Björnstrand, Max von Sydow                                            |

## Internationale Jury
In diesem Jahr war der amerikanische Regisseur King Vidor Präsident folgender Jury: Dolores del Río (Mexiko), Max Gammeter (Schweiz), Hideo Kikumori (Japan), André Michel (Frankreich), Emeric Pressburger (Großbritannien), Jürgen Schildt (Schweden), Günther Stapenhorst (Deutschland) und Bruno E. Werner (Deutschland).

## Preisträger
- Goldener Bär: Nur ein Hauch Glückseligkeit
- Silberne Bären:
  - Francesco Rosi (Beste Regie)
  - Rita Gam und Viveca Lindfors in No Exit (Beste Darstellerin)
  - James Stewart in Mr. Hobbs macht Ferien (Bester Darsteller)
  - Pierre Brice in Los Atracadores (Bester Nebendarsteller)
  - Jon Young Sun in Bis zum letzten Tag (Sonderpreis)
  - Heinz Sielmann (Bester Dokumentarfilm)

## Weitere Preise
- Jugendfilmpreis: der Kurzfilm Zoo von Bert Haanstra
- FIPRESCI-Preis: ebenfalls der Kurzfilm Zoo von Bert Haanstra